# Lernaea bengalensis
Lernaea bengalensis is een eenoogkreeftjessoort uit de familie van de Lernaeidae. De wetenschappelijke naam van de soort is voor het eerst geldig gepubliceerd in 1951 door Gnanamuthu.